# Partido Operário Revolucionário (Grécia)
O Partido Operário Revolucionário da Grécia (grego: Εργατικό Επαναστατικό Κόμμα , Ergatiko Epanastatiko Komma , EEK ) é um  partido político trotskista da Grécia. Fundado em 1985,  participa das eleições de forma independente, desde a sua saída da Frente de Esquerda Radical (Μέτωπο Ριζοσπαστικής Αριστεράς , transl. Metopo Rizospastikis Aristeras, MERA) nas eleições de 2009.
O EEK atua esporadicamente com a Frente da Esquerda Anticapitalista Grega (Αντικαπιταλιστική Αριστερή Συνεργασία για την Ανατροπή ,  ANTARSYA), à qual o restante do MERA se ligou em 2009.
O jornal do partido é o Νέα Προοπτική (Nea Prooptiki; em português, 'Nova Perspectiva'). Outra das suas publicações é Επαναστατική Μαρξιστική Επιθεώρηση ( Epanastatiki Marxistiki Epitheorisi; em português, Opinião Marxista Revolucionária), que é a sua revista teórica. O EEK também publica textos marxistas clássicos.
Sua seção juventude é a Οργάνωση Επαναστατικής Νεολαίας (Organização Revolucionária da Juventude, OEN). A revista mensal da OEN é a  Κονσερβοκούτι (transl. Konservokouti; em português, A Lata, título que ridiculariza a propaganda da extrema-direita, a qual alega, há décadas, que a esquerda usava latas de conservas para cortar a garganta de seus oponentes durante a Guerra Civil grega).
O Secretário-geral da EEK é Savas Mihail Matsas , ex-secretário do Comitê Internacional da Quarta Internacional .
O EEK é a seção grega da Coordenação para a Refundação da Quarta Internacional .